# Великий Устюг (городское поселение)
Муниципальное образование «Город Великий Устюг» — упразднённое городское поселение в составе Великоустюгского округа Вологодской области. В рамках организации местного самоуправления Великоустюгский район преобразован в муниципальный округ, в связи с чем все городские и сельские поселения округа упразднены и разделяются на территориальные отделы.
Административный центр — город Великий Устюг.
Население по данным переписи 2010 года — 31 926 человек, оценка на 1 января 2012 года — 32 162 человека, оценка фактически проживающего населения на 2023 год — 28548 человек.

## История
Муниципальное образование «Великий Устюг» образовано 1 января 2006 года в соответствии с Федеральным законом № 131 «Об общих принципах организации местного самоуправления в Российской Федерации».

## Населённые пункты
| Населённый пункт    | ОКАТО          | Рег. номер | Расстояние до районного центра, км | Координаты                      |
| ------------------- | -------------- | ---------- | ---------------------------------- | ------------------------------- |
| город Великий Устюг | 19 410 000     | 901        | —                                  | 60°45′32″ с. ш. 46°18′14″ в. д. |
| деревня Слободка    | 19 214 884 038 | 1350       | 0,5                                | 60°47′07″ с. ш. 46°16′11″ в. д. |